# Norwich, Connecticut
Norwich är en stad i New London County i den amerikanska delstaten Connecticut med en yta av 76,4 km² och en folkmängd, som uppgår till 40 493 invånare (2010). Norwich var administrativ huvudort i New London County fram till år 1960 då administrationen på countynivå lades ner i delstaten Connecticut. Den lokala förvaltningen sköts sedan dess helt och hållet av städerna.

## Kända personer från Norwich
- Benedict Arnold, general och spion
- Jabez W. Huntington, politiker
- James Lanman, politiker
- Annie Proulx, författare
- William Woodbridge, politiker